# Messe Torhaus
Il Messe Torhaus è un edificio situato nel quartiere Bockenheim di Francoforte, in Germania. È stato progettato da Oswald Mathias Ungers.
Costruito dalla Hochtief, è stato edificato in 13 mesi, dal 1983 al 1984. È alto 117 metri e ha 30 piani. La sua forma insolita ricorda una ghigliottina.